# Alex García
Alejandro García González (Cidade do México, 17 de julho de 2003), mais conhecido como Alex García, é um automobilista mexicano. Ele competiu anteriormente na Eurofórmula Open com a equipe Team Motopark.

## Carreira

### Cartismo
García competiu no  kart em 2018 e 2019 e terminou em segundo lugar no Campeonato Nacional de Karting da FIA México em 2018.

### Fórmula 4
García fez sua estreia nas corridas no Campeonato NACAM de Fórmula 4 de 2018-1919, onde terminou em quinto na classificação geral.
Em 2020, ele competiu no Campeonato Espanhol de Fórmula 4 com a equipe Global Racing Service, onde ficou em 22º na classificação final. Ele mudou para a Campos Racing para a disputa da temporada de 2021, onde terminou em 24º.

### Eurofórmula Open
No ano seguinte, García disputou a Eurofórmula Open com a equipe Team Motopark. Ele conquistou um pódio em Monza e terminou em sétimo na classificação geral, atrás de seus companheiros de equipe Oliver Goethe e Frederick Lubin.

### Fórmula 3
García participou com a equipe Jenzer Motorsport no teste de pós-temporada de três dias do Campeonato de Fórmula 3 da FIA de 2022, juntamente com os estreantes Nikita Bedrin e Taylor Barnard. Em 27 de janeiro de 2023, ele foi contratado pela equipe suíça para a disputa da temporada de 2023.